# Eishockeyverband der Demokratischen Volksrepublik Korea
Der Eishockeyverband der Demokratischen Volksrepublik Korea ist der nationale Eishockeyverband Nordkoreas. 

## Geschichte
Der Verband wurde am 8. August 1963 in die Internationale Eishockey-Föderation aufgenommen. Der Verband gehört zu den IIHF-Vollmitgliedern. Aktueller Präsident ist Pak Sŏng-nam.
Der Verband kümmert sich überwiegend um die Durchführung der Spiele der nordkoreanischen Eishockeynationalmannschaft sowie der Frauen-Nationalmannschaft und der Junioren-Mannschaften. Zudem organisiert der Verband die Nordkoreanische Eishockeyliga.